# Coleophora succursella
Coleophora succursella là một loài bướm đêm thuộc họ Coleophoridae. Nó được tìm thấy ở Fennoscandia to Pyrenees và Ý and from Pháp to Ba Lan và Slovakia.
Ấu trùng ăn Achillea millefolium, Artemisia absinthium, Artemisia campestris and Artemisia vulgaris. 